# Château Rauzan-Ségla
Koordinaten: 45° 2′ 8,7″ N, 0° 40′ 32,2″ W

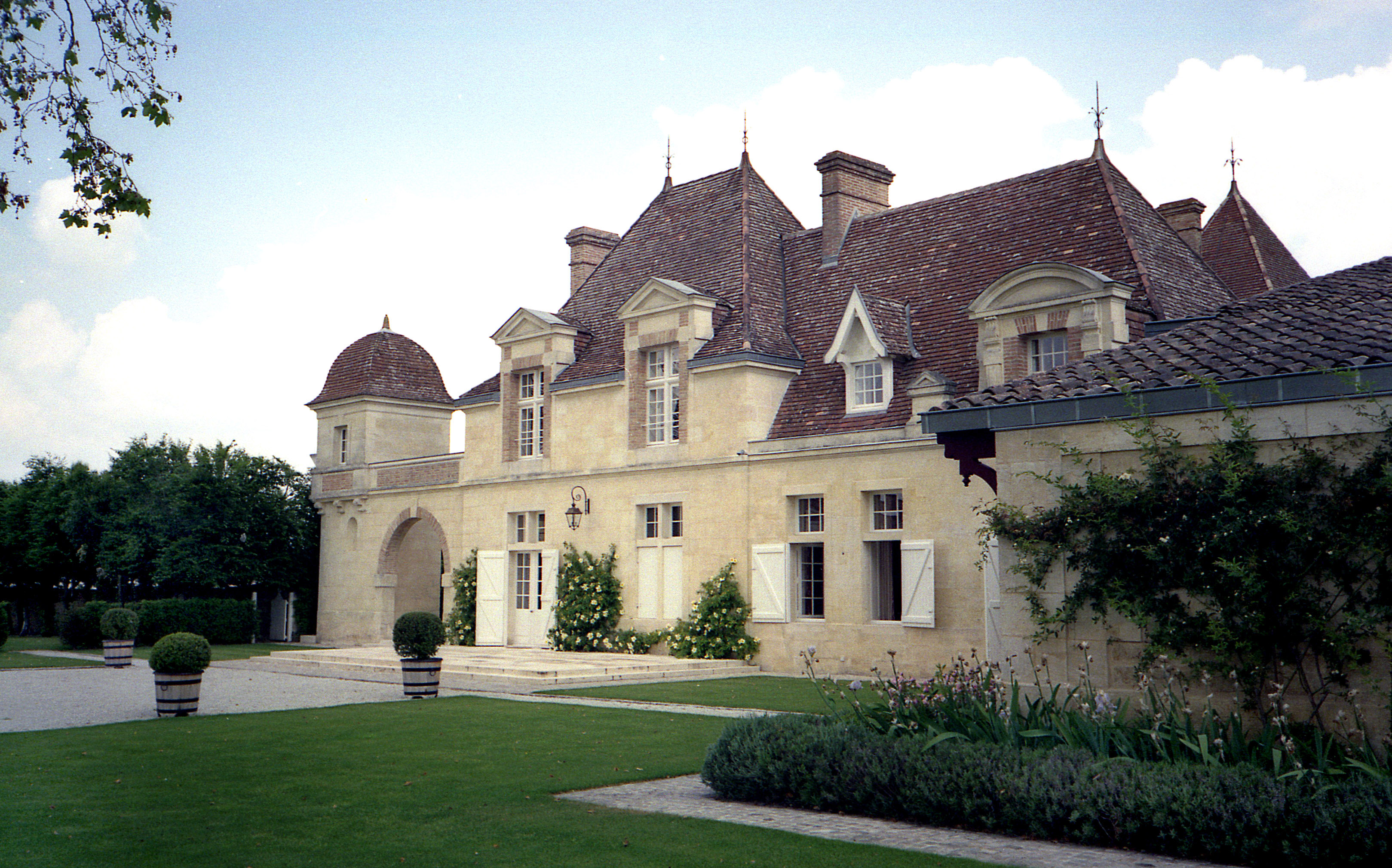
Château Rauzan-Ségla

Château Rauzan-Ségla (bis 1994 Château Rausan-Ségla) ist ein Deuxième Cru Classé im Weinbaugebiet Margaux im Bordeaux. Das Gut umfasst eine Größe von 66 Hektar, wovon 52 ha mit Reben bestockt sind.
Das Durchschnittsalter der Reben liegt bei 27 Jahren (Stand 2008). Die Bestockung ist klassisch mit den Rebsorten Cabernet Sauvignon (54 %), Merlot (41 %), Cabernet Franc (1 %) und Petit Verdot (4 %). Die Weine lagern 18 bis zu 20 Monate in Barriques, die jährlich zu 60 Prozent erneuert werden.
Der Zweitwein des Gutes heißt Ségla. Jährlich werden ca. 120.000 Flaschen des Grand Vin und 120.000 Flaschen des Zweitweins abgefüllt.
In den 1960er Jahren hatte das Gut eine Qualitätskrise. Durch neue Edelstahltanks, neue Keller für die Weinbereitung, bessere Reben, strikte Selektion des Lesegutes und mit einem neuen Team schaffte das Gut in den 1980er Jahren wieder den Aufstieg in die Elite der Weingüter von Bordeaux.
Der Jahrgang 2005 wurde mit 94 Parker-Punkten recht hoch bewertet.

## Geschichte
Am 7. September 1661 erwarb Pierre des Mesures de Rausan, ein bedeutender Händler der Region, das Weingut von der Familie de Gassies. Die Familie de Gassies stand den Lehnsherren der Seigneurie de Margaux nah. Dieses Weingut war der Ursprung der heute bekannten Château Rauzan-Gassies, Château Rauzan-Ségla, Château Desmirail und Château Marquis de Terme. Pierre des Mesures de Rausan war auch Pächter von Château Margaux (seit 1661) und Château Latour (seit 1679). Aus dieser Zeit stammt auch der jetzt noch existierende Weinkeller. Als Pierre des Mesures de Rausan am 10. Mai 1692 starb, erbte seine Tochter Thérèse Rebflächen in Pauillac (die späteren Weingüter Château Pichon-Longueville-Baron und Château Pichon-Longueville-Comtesse de Lalande). Ihre 3 Brüder Simon, Jude-Jean und Simon-Jude verwalteten indes den Rozan Besitz in Margaux. Durch die Hochzeit von Fräulein Rauzan du Ribail mit Jean Desmirail sowie eines anderen Familienmitglieds mit Seigneur de Peguilhan wurden Château Desmirail und Château Marquis de Terme aus dem großen Margaux-Besitz der Brüder abgespalten. Die offizielle Trennung von Rauzan-Gassies und Rauzan-Ségla erfolgte am 24. April 1763. Die Urkunde wurde von Jean Baptiste de Rauzan (für den Ségla-Anteil) und Jean Roulier (für den Gassies-Anteil) unterzeichnet.
Marie-Anne de Briet heiratete Philippe Simon de Rauzan (Jean-Baptiste’s Sohn), trennten sich jedoch 10 Jahre später. Mit Hilfe ihrer ehemaligen Schwiegereltern übernahm sie im Jahr 1778 die Leitung des Ségla-Anteils.
Anlässlich eines Besuchs im Jahr 1787 in Bordeaux besichtigte der spätere US-Präsident Thomas Jefferson (1743–1826) das Weingut (Jefferson beschrieb das Gut unter dem Namen Rozan) und stufte es in die zweite Kategorie ein.
Nachdem das Gut in der Folge mehrfach seinen Besitzer wechselte (die berühmte Handelsfamilie Cruse besaß das Gut ebenso wie die Gruppe Holt), wurde das Gut 1994 in die Kapitalgesellschaft Château Rauzan-Ségla S.A. übergeleitet. Über die Familie Wertheimer ist sie eine Tochtergesellschaft der Gruppe Chanel. Im Mai 2014 übernahm Nicolas Audebert die operative Leitung von Château Canon und Château Rauzan-Ségla. Audebert hatte vorher für das Champagnerhaus Krug sowie später für Cheval des Andes in Argentinien gearbeitet.